# Pavol Tonhauser
Pavol Tonhauser, též Pavol Tonhauzer (27. ledna 1909 Handlová – 21. listopadu 1984 Bratislava), byl slovenský a československý politik Komunistické strany Slovenska, poúnorový poslanec Národního shromáždění ČSR a dlouholetý stranický funkcionář v poúnorovém období i za normalizace.

## Biografie
Za druhé světové války byl aktivní v komunistickém odboji (vedl ilegální organizaci KSS v regionu Banská Bystrica). V roce 1941 byl zatčen a vězněn v Komárně a koncentračním táboře Dachau.
Po osvobození se trvale zapojil do politiky. V období let 1945–1951 byl vedoucím tajemníkem Krajské odborové rady v Bratislavě a člen Ústřední rady odborů. V letech 1950–1952 působil jako vedoucí oddělení kontroly v Slovenské odborové radě (součást celostátního ROH). V letech 1952–1955 pracoval v Ústřední radě odborů a od roku 1955 do roku 1959 (podle jiného zdroje do roku 1960) byl generálním tajemníkem Krajského výboru KSS v Banské Bystrici. V letech 1946–1982 se uvádí jako kandidát, člen či jiný účastník zasedání Ústředního výboru Komunistické strany Slovenska (členem ÚV KSS setrvale v letech 1955–1968). V letech 1951–1953 vedl oddělení ÚV KSS.
11. sjezd KSČ ho také zvolil za kandidáta Ústředního výboru Komunistické strany Československa.
Po volbách roku 1954 byl zvolen za KSS do Národního shromáždění v obvodu Zvolen. Mandát nabyl až dodatečně v říjnu 1958 jako náhradník poté, co rezignoval poslanec Marek Smida. V parlamentu setrval do konce funkčního období, tedy do voleb roku 1960. Ve volbách roku 1960 byl zvolen do Slovenské národní rady.
V letech 1960–1962 byl předsedou Krajského národního výboru ve Středoslovenském kraji. V letech 1962–1969 zastával funkci předsedy slovenského výboru Svazu spotřebních družstev a od roku 1969 do roku 1983 předsedy Slovenského svazu spotřebních družstev. Od roku 1971 byl navíc členem předsednictva Ústředního výboru Národní fronty Slovenské socialistické republiky.
V roce 1959 mu byl udělen Řád práce, v roce 1969 Řád republiky, roku 1973 získal Řád Vítězného února a roku 1979 Řád Klementa Gottwalda. Dále mu byl udělen Řád Slovenského národního povstání 1. třídy. V pozdějším věku studoval na Právnické fakultě Univerzity Komenského v Bratislavě, kde získal roku 1969 titul JUDr. Publikoval knihy a články o odborovém, družstevním a komunistickém hnutí.